# Сова-голконіг сумбайська
Сова́-голконі́г сумбайська (Ninox sumbaensis) — вид совоподібних птахів родини совових (Strigidae). Ендемік Індонезії.

## Історія
Сумбайська сова-голконіг була науково описана у 2002 році, хоча вже наприкінці 1980-х років повідомлялося про присутність на Сумбі невідомого виду сов; однак деякі дослідники вважали, що це може бути помилково ідентифікована плямистоголова сова-голконіг (Ninox rudolfi) або флореська сплюшка (Otus alfredi). У 2001 році був зібраний голотип сумбайської сови-голконога, а подальші дослідження підтвердили її статус як окремого виду.

## Опис
Довжина голотипу становить 23 см, вага 90 г. Голова сіра, поцяткована тонкими темними смужками, над очима тонкі білі «брови». лицевий диск нечіткий. Верхня частина тіла світло-коричнева, поцяткована тонкими білуватими смугами і плямками, на плечах великі білуваті плями. Першорядні і другорядні махові пера рудувато-сірі, поцятковані темно-сірими смугами, хвіст сірувато-коричневий, поцяткований темно-коричневими смугами. Горло рудувато-коричневе, поцятковане темними смужками, нижня частина тіла коричнювато-біла, поцяткованими темними трикутними плямками. Очі жовті, дзьоб жовтий, лапи оперені, пальці жовтуваті з чорнуватими кігтями.
Голос — схоже на звук флейти угукання «woop», яке повторюється через 2-3 секунди і часто звучить дуетом.

## Поширення і екологія
Сумбайські сови-голконоги є ендеміками острова Сумба в архіпелазі Малих Зондських островів. Вони живуть у вологих тропічних лісах і вторинних заростях, на висоті від 600 до 950 м над рівнем моря. Уникають відкритої місцевості, де частіше зустрічається плямистоголова сова-голконіг.

## Збереження
МСОП класифікує цей вид як такий, що перебуває під загрозою зникнення. За оцінками дослідників, популяція сумбайських сов-голконогів становить від 15 до 30 тисяч птахів. Їм загрожує знищення природного середовища.